# Edwin E. Sheridan
| (19524) Acaciacoleman | 23. Dezember 1998 |
| (51655) Susannemond   | 1. Mai 2001       |
| (98825) Maryellen     | 27. Dezember 2000 |
| (169078) Chuckshaw    | 23. April 2001    |

Edwin E. Sheridan ist ein US-amerikanischer Amateurastronom und Asteroidenentdecker.
Er entdeckte zwischen 1998 und 2009 insgesamt 31 Asteroiden. Seine Entdeckungen machte er in Kanab, Utah an seinem privaten Crescent Butte Observatorium.